# Mecklenburg (hrad)
Hrad Meklenburg byl středověký hrad a sídlo obodritských dynastií Nakonidů a Niklotovců. Ležel jižně od vesnice Dorf Mecklenburg a sedm kilometrů jižně od Wismarského zálivu, v historické zemi Meklenbursko které dal jméno, v německé spolkové zemi Meklenbursko – Přední Pomořansko.
Původním slovanským názvem hradu byl Veligard/Veligrad „velký hrad“, čehož je Mikilenburg/Mecklenburg překladem. V učené literatuře byl nazýván také Magnopolis.